# Liste des sénateurs du Pas-de-Calais
Le département du Pas-de-Calais comptant un nombre important de sièges de sénateurs, ceux-ci sont élus au scrutin de liste proportionnel à tour unique. Cet article rassemble la liste des sénateurs élus à l'occasion des différentes élections sénatoriales et répertoriés par ordre alphabétique.

## IIIeRépublique
- Louis Dubrulle de 1876 à 1882
- Charles du Campe de Rosamel de 1876 à 1882
- Auguste Paris de 1876 à 1891
- Auguste Huguet de 1876 à 1919
- Alfred Boucher-Cadart de 1882 à 1884
- Louis Devaux de 1882 à 1884
- François Hamille en 1885
- Louis Demiautte de 1882 à 1891
- Alphonse de Cardevac d'Havrincourt de 1886 à 1891
- Ernest Camescasse de 1891 à 1897
- André-Louis Deprez de 1891 à 1900
- Ferdinand Bouilliez de 1891 à 1908
- François Ringot de 1892 à 1914
- Jules Viseur de 1897 à 1920
- Alfred Leroy de 1900 à 1901
- Louis Boudenoot de 1901 à 1922
- Alexandre Ribot de 1909 à 1923
- Charles Jonnart de 1914 à 1927
- Henri Bachelet de 1920 à 1930
- Roger Farjon de 1920 à 1940
- Amédée Petit en 1923
- Jules Elby de 1923 à 1933
- Edmond Théret de 1924 à 1934
- Edmond Lefebvre du Prey de 1927 à 1940
- Henri Cadot de 1930 à 1936
- Alfred Salmon de 1933 à 1936
- Charles Delesalle de 1934 à 1940
- Paul Bachelet de 1936 à 1940
- Henri Elby de 1936 à 1940

## IVeRépublique
- Auguste Defrance de 1946 à 1948
- Philippe Gerber de 1946 à 1948
- Nestor Calonne de 1946 à 1958
- Bernard Chochoy de 1946 à 1959
- Émile Vanrullen de 1946 à 1959
- Jules Pouget de 1948 à 1952
- Émile Durieux de 1948 à 1959
- Gabriel Tellier de 1948 à 1959
- Georges Boulanger de 1952 à 1959
- Jean Bardol de 1958 à 1959

## VeRépublique

### Sénateurs élus en 1959 pour la session 1959-1965
| Identité             | Parti |
| -------------------- | ----- |
| M. Jean Bardol       | PCF   |
| M. Georges Boulanger | DVD   |
| M. Bernard Chochoy   | SFIO  |
| M. Émile Durieux     | SFIO  |
| M. Gabriel Tellier   | CNIP  |
| M. Émile Vanrullen   | SFIO  |

### Sénateurs élus en 1965 pour la session 1965-1974
| Identité                    | Parti |
| --------------------------- | ----- |
| M. Jean Bardol              | PCF   |
| M. Bernard Chochoy          | SFIO  |
| M. Michel Darras            | SFIO  |
| M. Baudouin de Hauteclocque | CNIP  |
| M. Émile Durieux            | SFIO  |
| M. Roger Poudonson          | MRP   |

### Sénateurs élus en 1974 pour la session 1974-1983
| Identité                    | Parti |
| --------------------------- | ----- |
| M. Bernard Chochoy          | PS    |
| M. Michel Darras            | PS    |
| M. Baudouin de Hauteclocque | CNIP  |
| M. Émile Durieux            | PS    |
| M. Léandre Létoquart        | PCF   |
| M. Roger Poudonson          | CD    |

### Sénateurs élus en 1983 pour la session 1983-1992
Alors que le Pas-de-Calais ne détenait que 6 sièges de sénateurs, le scrutin de 1983 est le premier à voir l'élection de 7 sénateurs dans le département du Pas-de-Calais, du fait du gain d'un siège supplémentaire.
| Identité            | Parti |
| ------------------- | ----- |
| M. Henri Collette   | RPR   |
| M. Michel Darras    | PS    |
| M. André Delelis    | PS    |
| M. Raymond Dumont   | PCF   |
| M. Henri Elby       | RI    |
| M. Daniel Percheron | PS    |
| M. Roger Poudonson  | UDF   |

### Sénateurs élus en 1992 pour la session 1992-2001
| Identité              | Parti |
| --------------------- | ----- |
| M. Jean-Luc Bécart    | PCF   |
| M. Désiré Debavelaere | RPR   |
| M. Jean-Paul Delevoye | RPR   |
| M. Léon Fatous        | PS    |
| M. Roland Huguet      | PS    |
| M. Daniel Percheron   | PS    |
| M. Michel Sergent     | PS    |

### Mandat2001-2011
|  | Identité                    | Étiquette      | Du         | Au         | Autres mandats                                      |
|  | --------------------------- | -------------- | ---------- | ---------- | --------------------------------------------------- |
|  | Yves Coquelle puis          | PCF            | 23/09/2001 | 01/01/2007 | Conseiller municipal de Rouvroy                     |
|  | Maryse Roger-Coupin puis    | PCF            | 02/01/2007 | 03/01/2007 | Maire d'Angres                                      |
|  | Jean-Claude Danglot         | PCF            | 03/01/2007 | 30/09/2011 |                                                     |
|  | Jean-Paul Delevoye puis     | RPR            | 23/09/2001 | 07/06/2002 | Maire de Bapaume                                    |
|  | Brigitte Bout               | UMP            | 08/06/2002 | 30/09/2011 | Maire de Fleurbaix                                  |
|  | Françoise Henneron          | DL puis UMP    | 23/09/2001 | 30/09/2011 | Maire de Roquetoire                                 |
|  | Daniel Percheron            | PS             | 23/09/2001 | 30/09/2011 | Président du conseil régional du Nord-Pas-de-Calais |
|  | Michèle San Vicente-Baudrin | PS             | 23/09/2001 | 30/09/2011 | Maire d'Annay                                       |
|  | Michel Sergent              | PS             | 23/09/2001 | 30/09/2011 | Conseiller municipal de Desvres                     |
|  | Jean-Marie Vanlerenberghe   | UDF puis MoDem | 23/09/2001 | 30/09/2011 | Maire d'Arras                                       |

### Mandat2011-2017
|  | Identité                  | Étiquette      | Du         | Au         | Autres mandats                                            |
|  | ------------------------- | -------------- | ---------- | ---------- | --------------------------------------------------------- |
|  | Natacha Bouchart puis     | UMP puis LR    | 01/10/2011 | 26/12/2015 | Maire de Calais                                           |
|  | Jean-François Rapin       | LR             | 27/12/2015 |            | Maire de Merlimont                                        |
|  | Odette Duriez puis        | PS             | 01/10/2011 | 28/02/2013 | Maire de Cambrin, conseillère générale                    |
|  | Hervé Poher               | PS             | 01/03/2013 |            | Conseiller général                                        |
|  | Catherine Génisson        | PS             | 01/10/2011 |            | Vice-Présidente du conseil régional du Nord-Pas-de-Calais |
|  | Jean-Claude Leroy         | PS             | 01/10/2011 |            | Vice-Président du conseil général du Pas-de-Calais        |
|  | Daniel Percheron          | PS             | 01/10/2011 |            | Président du conseil régional du Nord-Pas-de-Calais       |
|  | Jean-Marie Vanlerenberghe | MoDem puis UDI | 01/10/2011 |            | Conseiller municipal d'Arras                              |
|  | Dominique Watrin          | PCF            | 01/10/2011 |            | Vice-président du conseil général du Pas-de-Calais        |

### Mandat2017-2023

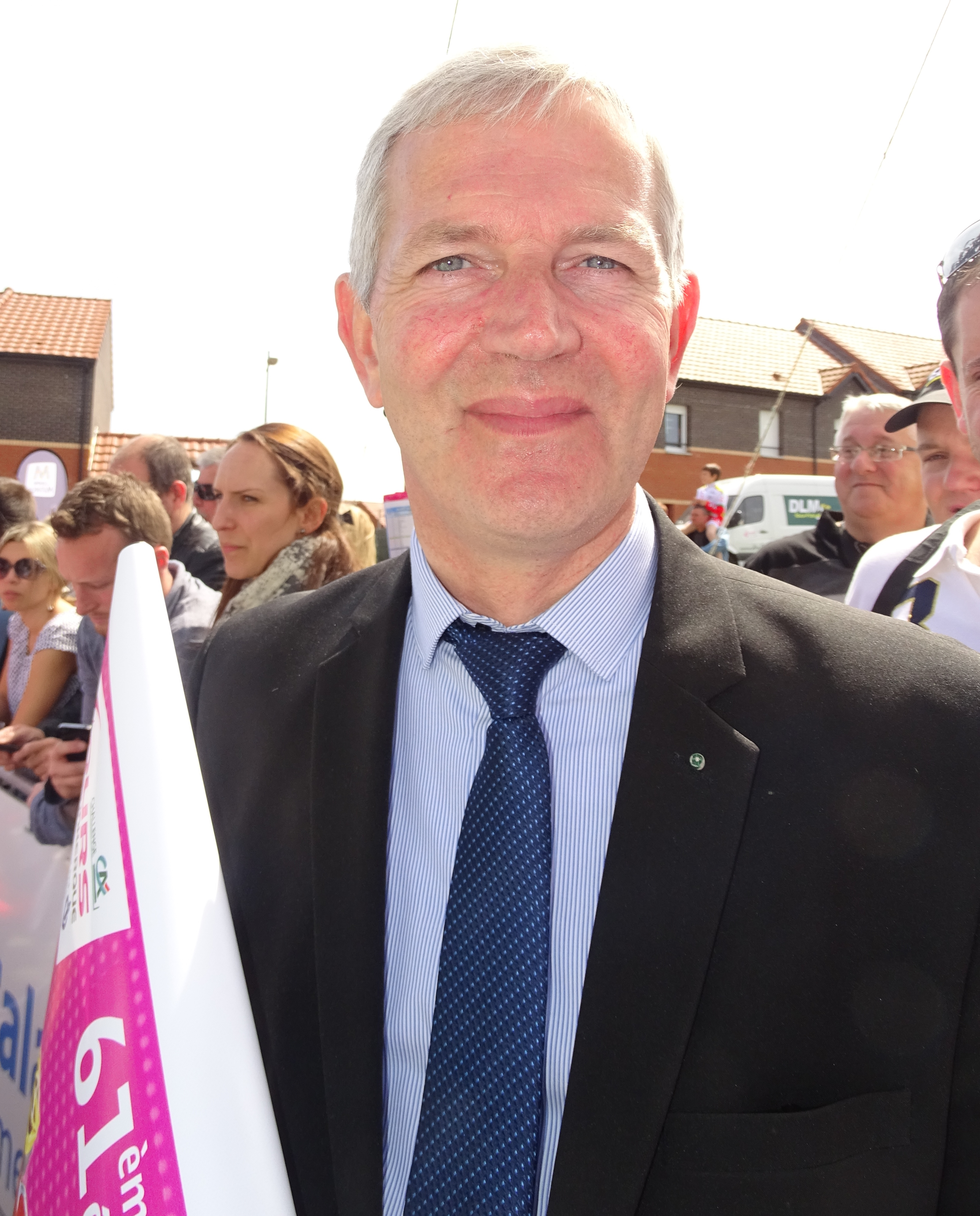
Michel Dagbert lors du départ de la 3e étape des Quatre jours de Dunkerque 2015 à Barlin.

|  | Identité                  | Étiquette | Du         | Au         | Autres mandats                                          |
|  | ------------------------- | --------- | ---------- | ---------- | ------------------------------------------------------- |
|  | Jean-François Rapin       | LR        | 01/10/2017 | en cours   | Conseiller régional                                     |
|  | Sabine Van Heghe          | PS        | 01/10/2017 | en cours   | Adjointe au maire de Dourges, conseillère communautaire |
|  | Catherine Fournier        | UDI       | 02/10/2017 | 07/12/2021 | Conseillère régionale, maire de Fréthun                 |
|  | Amel Gacquerre            | UDI       | 08/12/2021 | en cours   | Conseillère régionale                                   |
|  | Michel Dagbert            | PS        | 01/10/2017 | en cours   | Conseiller départemental                                |
|  | Jean-Pierre Corbisez      | PS        | 01/10/2017 | en cours   |                                                         |
|  | Jean-Marie Vanlerenberghe | MoDem     | 01/10/2017 | en cours   | Conseiller municipal d'Arras                            |
|  | Dominique Watrin puis     | PCF       | 01/10/2017 | 30/06/2018 |                                                         |
|  | Cathy Apourceau-Poly      | PCF       | 01/07/2018 | en cours   | Conseillère municipale d'Avion                          |